# Consiglio dei ministri (Siria)
Il Consiglio dei ministri della Repubblica araba siriana è l'organo collegiale posto al vertice del potere esecutivo in Siria, come sancito dall'articolo 118 della Costituzione siriana.

## Composizione
| Carica                                         | Titolare                              | Titolare | Titolare |
| ---------------------------------------------- | ------------------------------------- | -------- | -------- |
| Primo ministro                                 | Mohammad al-Bashir (HTS) (ad interim) |          |          |
| Ministeri                                      |                                       |          |          |
| Esteri                                         | Asʿad al-Shaibānī (HTS)               |          |          |
| Interno                                        | Muḥammad ʿAbd al-Raḥmān (HTS)         |          |          |
| Economia                                       | Bāsil ʿAbd al-ʿAzīz (HTS)             |          |          |
| Giustizia                                      | Shādī al-Waysī (HTS)                  |          |          |
| Difesa                                         | Murḥaf Abū Qasrah (HTS)               |          |          |
| Salute                                         | Māhir al-Sharāʿ (HTS)                 |          |          |
| Istruzione                                     | Naẓīr al-Qadrī (HTS)                  |          |          |
| Sviluppo                                       | Fādī al-Qāsim (HTS)                   |          |          |
| Informazione                                   | Muḥammad Yaʿqūb al-ʿUmar (HTS)        |          |          |
| Agricoltura                                    | Muḥammad al-Aḥmad (HTS)               |          |          |
| Affari femminili                               | ʿĀʾishah al-Dibbs (HTS)               |          |          |
| Comunicazioni e Tecnologia dell'Informazione   | Ḥusayn al-Maṣrī (Indipendente)        |          |          |
| Elettricità                                    | ʿUmar Shaqrūq (HTS)                   |          |          |
| Finanze                                        | Muḥammad ʿAbāzayd (Indipendente)      |          |          |
| Commercio Interno e Protezione dei Consumatori | Māhir Khalīl al-Ḥasan (Indipendente)  |          |          |
| Amministrazione Locale e Ambiente              | Muḥammad Muslim (HTS)                 |          |          |
| Petrolio e Risorse Minerarie                   | Ghiyāth Diyāb (Indipendente)          |          |          |
| Trasporti                                      | Bahāʾ al-Dīn Shurm (Indipendente)     |          |          |
| Risorse Idriche                                | Usāmah Abū Zayd (Indipendente)        |          |          |
| Servizi Segreti Generali                       | Anas Khaṭṭāb (HTS)                    |          |          |
| Direzione Generale delle Dogane                | Quṭaybah Aḥmad Badawī (HTS)           |          |          |